# Qualifications de la Coupe du monde de cricket 2023
Navigation
2018
Les qualifications pour la Coupe du monde 2023 sont une série de phases de groupes déterminant les 9 qualifiés pour rejoindre l'Inde lors de la phase finale en 2023.

## Super League
La Super League est composée des 12 membres à part entière ainsi que du vainqueur de la Ligue mondiale 2017.Elle se déroule du 30 juillet 2020 au 31 mars 2022. Les sept premiers (à l'exception de l'Inde qualifié en tant qu'hôte) sont directement qualifiés pour la phase finale de la Coupe du monde. Les cinq derniers joueront le tournoi qualificatif.

### Participants
| Pays             | Mode de qualification               |
| ---------------- | ----------------------------------- |
| Afghanistan      | Membres à part entière              |
| Afrique du Sud   | Membres à part entière              |
| Angleterre       | Membres à part entière              |
| Antilles         | Membres à part entière              |
| Australie        | Membres à part entière              |
| Bangladesh       | Membres à part entière              |
| Inde             | Membres à part entière              |
| Irlande          | Membres à part entière              |
| Nouvelle-Zélande | Membres à part entière              |
| Pakistan         | Membres à part entière              |
| Sri Lanka        | Membres à part entière              |
| Zimbabwe         | Membres à part entière              |
| Pays-Bas         | Vainqueur de la Ligue mondiale 2017 |

### Résultats

#### Matchs
Lors de chaque série, les deux équipes jouent trois fois l'une contre l'autre.  chaque match, le vainqueur obtient 10 points et le perdant n'en reçoit pas. En cas d'égalité ou si le match est abandonné ou non joué, les deux équipes reçoivent 5 points.
| Résultats (▼dom., ►ext.)                                   |   |   |   |   |     |   |     | Irlande |   |   |   |   |     |
| Afghanistan                                                |   |   |   |   | -   |   |     | -       |   | - | - |   |     |
| Afrique du Sud                                             |   |   | - |   |     | - |     |         |   | - | - |   |     |
| Angleterre                                                 |   |   |   |   | 1-2 |   | -   | 2-1     |   | - |   | - |     |
| Antilles                                                   |   |   |   |   | -   |   |     | -       | - |   |   | - |     |
| Australie                                                  |   | - |   |   |     |   | 2-1 |         | - |   |   |   | -   |
| Bangladesh                                                 | - |   | - | - |     |   |     |         |   |   |   | - |     |
| Inde                                                       | - | - | - | - |     |   |     |         |   |   |   |   |     |
| Irlande                                                    |   | - |   |   |     | - |     |         | - |   |   |   | -   |
| Nouvelle-Zélande                                           |   |   |   |   |     | - | -   |         |   |   | - | - |     |
| Pakistan                                                   |   |   |   | - | -   |   |     |         | - |   |   |   | 2-1 |
| Pays-Bas                                                   |   |   | - | - |     |   |     | -       |   | - |   |   |     |
| Sri Lanka                                                  | - | - |   |   |     |   | -   |         |   |   |   |   | -   |
| Zimbabwe                                                   | - |   |   |   |     | - | -   |         |   |   | - |   |     |
| - Victoire à domicile - Match nul - Victoire à l'extérieur |   |   |   |   |     |   |     |         |   |   |   |   |     |

#### Classement
| Rang | Équipe           | Pts | J | G | É | P | Ab | Tdf    |
| ---- | ---------------- | --- | - | - | - | - | -- | ------ |
| 1    | Australie        | 40  | 6 | 4 | 0 | 2 | 0  | 0,347  |
| 2    | Angleterre       | 30  | 6 | 3 | 0 | 3 | 0  | 0,790  |
| 3    | Pakistan         | 20  | 3 | 2 | 0 | 1 | 0  | 0,741  |
| 4    | Zimbabwe         | 10  | 3 | 1 | 0 | 2 | 0  | -0,741 |
| 5    | Irlande          | 10  | 3 | 1 | 0 | 2 | 0  | -1,749 |
| 6    | Inde             | 9-1 | 3 | 1 | 0 | 2 | 0  | -0,693 |
|      | Bangladesh       | 0   | 0 | 0 | 0 | 0 | 0  | 0      |
|      | Afghanistan      | 0   | 0 | 0 | 0 | 0 | 0  | 0      |
|      | Nouvelle-Zélande | 0   | 0 | 0 | 0 | 0 | 0  | 0      |
|      | Afrique du Sud   | 0   | 0 | 0 | 0 | 0 | 0  | 0      |
|      | Sri Lanka        | 0   | 0 | 0 | 0 | 0 | 0  | 0      |
|      | Antilles         | 0   | 0 | 0 | 0 | 0 | 0  | 0      |
|      | Pays-Bas         | 0   | 0 | 0 | 0 | 0 | 0  | 0      |

Source : https://www.icc-cricket.com/cricket-world-cup-super-league/standings
En vert, les équipes qualifiées pour la phase finale de la Coupe du monde. En orange, les équipes qualifiées pour le tournoi qualificatif et en rouge l'équipe qualifiée pour le tournoi qualificatif et qui devra y finir devant le 1er de la League 2 pour rester en Super League.

## CWC League 2

### Participants
| Pays                      | Mode de qualifications                                      |
| ------------------------- | ----------------------------------------------------------- |
| Népal                     | Statut ODI                                                  |
| Ecosse                    | Statut ODI                                                  |
| Emirats Arabes Unis       | Statut ODI                                                  |
| Namibie                   | Quatre premiers de la 2e division de la Ligue mondiale 2019 |
| Oman                      | Quatre premiers de la 2e division de la Ligue mondiale 2019 |
| Etats-Unis                | Quatre premiers de la 2e division de la Ligue mondiale 2019 |
| Papouasie Nouvelle Guinée | Quatre premiers de la 2e division de la Ligue mondiale 2019 |

### Tournois
Lors de chaque mini-tournoi, chaque équipe rencontre deux fois les autres équipes. 
| Date           | Hôte                      | Equipes                   | Equipes                   | Vainqueur           |
| -------------- | ------------------------- | ------------------------- | ------------------------- | ------------------- |
| Août 2019      | Ecosse                    | Oman                      | Papouasie Nouvelle Guinée | Ecosse              |
| Septembre 2019 | Etats-Unis                | Papouasie Nouvelle Guinée | Namibie                   | Namibie             |
| Décembre 2019  | Emirats Arabes Unis       | Ecosse                    | Etats-Unis                | Etats-Unis          |
| Janvier 2020   | Oman                      | Namibie                   | Emirats Arabes Unis       | Emirats Arabes Unis |
| Février 2020   | Népal                     | Etats-Unis                | Oman                      | Oman                |
| Avril 2020     | Etats-Unis                | Ecosse                    | Emirats Arabes Unis       | Reporté             |
| Avril 2020     | Namibie                   | Népal                     | Ecosse                    | Reporté             |
| Juin 2020      | Papouasie Nouvelle Guinée | Emirats Arabes Unis       | Népal                     | Reporté             |
| Juillet 2020   | Ecosse                    | Népal                     | Namibie                   | Reporté             |
| Septembre 2020 | Namibie                   | Papouasie Nouvelle Guinée | Etats-Unis                | Reporté             |
| Décembre 2020  | Emirats Arabes Unis       | Namibie                   | Oman                      | Oman                |
| Janvier 2021   | Oman                      | Etats-Unis                | Népal                     |                     |
| Février 2021   | Népal                     | Emirats Arabes Unis       | Papouasie Nouvelle Guinée |                     |
| Avril 2021     | Papouasie Nouvelle Guinée | Oman                      | Ecosse                    |                     |
| Juin 2021      | Ecosse                    | Emirats Arabes Unis       | Etats-Unis                |                     |
| Août 2021      | Etats-Unis                | Népal                     | Oman                      |                     |
| Août 2021      | Namibie                   | Oman                      | Emirats Arabes Unis       |                     |
| Septembre 2021 | Papouasie Nouvelle Guinée | Etats-Unis                | Namibie                   |                     |
| Novembre 2021  | Népal                     | Namibie                   | Ecosse                    |                     |
| Janvier 2022   | Oman                      | Ecosse                    | Papouasie Nouvelle Guinée |                     |
| Janvier 2022   | Emirats Arabes Unis       | Papouasie Nouvelle Guinée | Népal                     |                     |

### Classement
Chaque victoire donne 2 points. Les matchs nuls, abandonnés ou non joués rapportent 1 point. Les défaites ne rapportent pas de points.
| Rang | Équipe                    | Pts | J  | G | É | P | Ab | Tdf    |
| ---- | ------------------------- | --- | -- | - | - | - | -- | ------ |
| 1    | Oman                      | 16  | 10 | 8 | 0 | 2 | 0  | 0,177  |
| 2    | Etats-Unis                | 12  | 12 | 6 | 0 | 6 | 0  | -0,318 |
| 3    | Ecosse                    | 9   | 8  | 4 | 0 | 3 | 1  | 0,139  |
| 4    | Namibie                   | 8   | 7  | 4 | 0 | 3 | 0  | 0,008  |
| 5    | Emirats Arabes Unis       | 7   | 7  | 3 | 0 | 3 | 1  | -0,004 |
| 6    | Népal                     | 4   | 4  | 2 | 0 | 2 | 0  | 0,982  |
| 7    | Papouasie Nouvelle Guinée | 0   | 8  | 0 | 0 | 8 | 0  | -0,458 |

Source : https://www.icc-cricket.com/cricket-world-cup-league-two/standings
En vert, l'équipe qualifiée pour le tournoi qualificatif et pour les barrages de Super League. En bleu, les équipes qualifiées uniquement pour le tournoi qualificatif. En orange, les équipes qualifiées pour les Play-offs et en rouge pour les Play-offs et les barrages de League 2.

## CWC Challenge League

### Participants
| Poules  | Pays      | Mode de qualifications                         |
| ------- | --------- | ---------------------------------------------- |
| Poule A | Canada    | 5e de la 2e division de la Ligue mondiale 2019 |
| Poule A | Singapour | 3e de la 3e division de la Ligue mondiale 2018 |
| Poule A | Danemark  | 5e de la 3e division de la Ligue mondiale 2018 |
| Poule A | Malaisie  | 3e de la 4e division de la Ligue mondiale 2018 |
| Poule A | Vanuatu   | 5e de la 4e division de la Ligue mondiale 2018 |
| Poule A | Qatar     | 3e de la 5e division de la Ligue mondiale 2017 |
| Poule B | Hong Kong | 6e de la 2e division de la Ligue mondiale 2018 |
| Poule B | Kenya     | 4e de la 3e division de la Ligue mondiale 2018 |
| Poule B | Ouganda   | 6e de la 3e division de la Ligue mondiale 2018 |
| Poule B | Jersey    | 4e de la 4e division de la Ligue mondiale 2018 |
| Poule B | Bermudes  | 6e de la 4e division de la Ligue mondiale 2018 |
| Poule B | Italie    | 4e de la 5e division de la Ligue mondiale 2018 |

Lors de chaque tournoi, chaque équipe rencontre une fois ses adversaires. Une victoire rapporte 2 points, 1 point pour un match nul, abandonné ou non joué et aucun point en cas de défaite.

### Poule A

#### Tournois
| Date                            | Lieu      | Vainqueur |
| ------------------------------- | --------- | --------- |
| 16 au 26 septembre 2019         | Malaisie  | Canada    |
| 30 septembre au 10 octobre 2020 | Malaisie  | Reporté   |
| 2021                            | A définir |           |

#### Classement
| Rang | Équipe    | Pts | J | G | É | P | Ab | Tdf    |
| ---- | --------- | --- | - | - | - | - | -- | ------ |
| 1    | Canada    | 8   | 5 | 4 | 0 | 1 | 0  | 2,253  |
| 2    | Singapour | 8   | 5 | 4 | 0 | 1 | 0  | 0,384  |
| 3    | Qatar     | 6   | 5 | 3 | 0 | 2 | 0  | -0,574 |
| 4    | Danemark  | 4   | 5 | 2 | 0 | 3 | 0  | 0,343  |
| 5    | Malaisie  | 2   | 5 | 1 | 0 | 4 | 0  | -0,836 |
| 6    | Vanuatu   | 2   | 5 | 1 | 0 | 4 | 0  | -1,020 |

En vert, l'équipe qualifiée pour les Play-Offs et les barrages de League 2. En rouge, les équipes qualifiées pour les barrages de Challenge League.

### Poule B

#### Tournois
| Date                  | Lieu      | Vainqueur |
| --------------------- | --------- | --------- |
| 2 au 12 décembre 2019 | Oman      | Ouganda   |
| 3 au 13 août 2020     | Ouganda   | Reporté   |
| 2021                  | A définir |           |

#### Classement
| Rang | Équipe    | Pts | J | G | É | P | Ab | Tdf    |
| ---- | --------- | --- | - | - | - | - | -- | ------ |
| 1    | Ouganda   | 10  | 5 | 5 | 0 | 0 | 0  | 0,743  |
| 2    | Hong Kong | 7   | 5 | 3 | 0 | 1 | 1  | -0,157 |
| 3    | Italie    | 5   | 5 | 2 | 0 | 2 | 1  | 0,759  |
| 4    | Jersey    | 4   | 5 | 2 | 0 | 3 | 0  | 0,027  |
| 5    | Kenya     | 3   | 5 | 1 | 0 | 3 | 1  | -0,985 |
| 6    | Bermudes  | 1   | 5 | 0 | 0 | 4 | 1  | -1,610 |

Source : https://www.icc-cricket.com/cricket-world-cup-challenge-league/standings
En vert, l'équipe qualifiée pour les Play-Offs et les barrages de League 2. En rouge, les équipes qualifiées pour les barrages de Challenge League.

## Play-offs

### Participants
| Pays | Mode de qualification             |
| ---- | --------------------------------- |
|      | Vainqueur CWC Challenge Poule A   |
|      | Vainqueur CWC Challenge Poule B   |
|      | Quatre dernier de la CWC League 2 |
|      |                                   |
|      |                                   |
|      |                                   |

#### Classement
| Rang | Équipe | Pts | J | G | É | P | Ab | Tdf |
| ---- | ------ | --- | - | - | - | - | -- | --- |
| 1    |        | 0   | 0 | 0 | 0 | 0 | 0  | 0   |
| 2    |        | 0   | 0 | 0 | 0 | 0 | 0  | 0   |
| 3    |        | 0   | 0 | 0 | 0 | 0 | 0  | 0   |
| 4    |        | 0   | 0 | 0 | 0 | 0 | 0  | 0   |
| 5    |        | 0   | 0 | 0 | 0 | 0 | 0  | 0   |
| 6    |        | 0   | 0 | 0 | 0 | 0 | 0  | 0   |

En vert, les équipes qualifiées pour le tournoi qualificatif.

## Tournoi qualificatif

### Participants
| Pays | Mode de qualification          |
| ---- | ------------------------------ |
|      | Trois premiers de CWC League 2 |
|      |                                |
|      |                                |
|      | Cinq derniers de Super League  |
|      |                                |
|      |                                |
|      |                                |
|      |                                |
|      | Deux premiers des Play-Offs    |
|      |                                |

Chaque équipe rencontre une fois ses adversaires. Une victoire rapporte 2 points, 1 point pour un match nul, abandonné ou non joué et aucun point en cas de défaite.

### Résultats

#### Phase de groupe
En vert, les équipes qualifiées pour le Super Six et en rouge, les équipes qualifiées pour la 7e place.

##### Poule A
| Rang | Équipe | Pts | J | G | É | P | Ab | Tdf |
| ---- | ------ | --- | - | - | - | - | -- | --- |
| 1    |        | 0   | 0 | 0 | 0 | 0 | 0  | 0   |
| 2    |        | 0   | 0 | 0 | 0 | 0 | 0  | 0   |
| 3    |        | 0   | 0 | 0 | 0 | 0 | 0  | 0   |
| 4    |        | 0   | 0 | 0 | 0 | 0 | 0  | 0   |
| 5    |        | 0   | 0 | 0 | 0 | 0 | 0  | 0   |

##### Poule B
| Rang | Équipe | Pts | J | G | É | P | Ab | Tdf |
| ---- | ------ | --- | - | - | - | - | -- | --- |
| 1    |        | 0   | 0 | 0 | 0 | 0 | 0  | 0   |
| 2    |        | 0   | 0 | 0 | 0 | 0 | 0  | 0   |
| 3    |        | 0   | 0 | 0 | 0 | 0 | 0  | 0   |
| 4    |        | 0   | 0 | 0 | 0 | 0 | 0  | 0   |
| 5    |        | 0   | 0 | 0 | 0 | 0 | 0  | 0   |

#### Phase finale
| Rang | Équipe | Pts | J | G | É | P | Ab | Tdf |
| ---- | ------ | --- | - | - | - | - | -- | --- |
| 1    |        | 0   | 0 | 0 | 0 | 0 | 0  | 0   |
| 2    |        | 0   | 0 | 0 | 0 | 0 | 0  | 0   |
| 3    |        | 0   | 0 | 0 | 0 | 0 | 0  | 0   |
| 4    |        | 0   | 0 | 0 | 0 | 0 | 0  | 0   |
| 5    |        | 0   | 0 | 0 | 0 | 0 | 0  | 0   |
| 6    |        | 0   | 0 | 0 | 0 | 0 | 0  | 0   |

En vert, les équipes qualifiées pour la finale.

#### Finale
| Finale    |  | - |  |  |
| A définir |  |   |  |  |

#### 7e à 10e place
|  | Matchs pour les places 7 à 10 | Matchs pour les places 7 à 10 |  |  | Match pour la 7e place | Match pour la 7e place |
|  | Matchs pour les places 7 à 10 | Matchs pour les places 7 à 10 |  |  | Match pour la 7e place | Match pour la 7e place |
|  |                               |                               |  |  |                        |                        |
|  | Date, Lieu                    | Date, Lieu                    |  |  | Date, Lieu             | Date, Lieu             |
|  | Date, Lieu                    | Date, Lieu                    |  |  | Date, Lieu             | Date, Lieu             |
|  |                               |                               |  |  | Date, Lieu             | Date, Lieu             |
|  |                               |                               |  |  | Date, Lieu             | Date, Lieu             |
|  |                               |                               |  |  | Date, Lieu             | Date, Lieu             |
|  |                               |                               |  |  |                        |                        |
|  | Date, Lieu                    |                               |  |  |                        |                        |
|  |                               |                               |  |  |                        |                        |
|  |                               |                               |  |  |                        |                        |
|  |                               |                               |  |  |                        |                        |
|  |                               |                               |  |  |                        |                        |
|  | Match pour la 9e place        |                               |  |  |                        |                        |
|  |                               |                               |  |  |                        |                        |
|  | Date, Lieu                    |                               |  |  |                        |                        |
|  |                               |                               |  |  |                        |                        |
|  |                               |                               |  |  |                        |                        |
|  |                               |                               |  |  |                        |                        |
|  |                               |                               |  |  |                        |                        |
|  |                               |                               |  |  |                        |                        |

#### Classement final
| Rang | Pays | Observations                                                   |
| ---- | ---- | -------------------------------------------------------------- |
| 1    |      | Staut ODI pendant 4 ans et qualifé pour la Coupe du monde 2023 |
| 2    |      | Staut ODI pendant 4 ans et qualifé pour la Coupe du monde 2023 |
| 3    |      | Statut ODI pendant 4 ans                                       |
| 4    |      | Statut ODI pendant 4 ans                                       |
| 5    |      |                                                                |
| 6    |      |                                                                |
| 7    |      |                                                                |
| 8    |      |                                                                |
| 9    |      |                                                                |
| 10   |      |                                                                |